# Third Stage
Third Stage (en español: Tercera etapa) es el tercer álbum de estudio de la banda de rock estadounidense Boston lanzado en septiembre de 1986 por MCA.  El álbum fue grabado en el estudio personal de Tom Scholz en un período de seis años en medio de problemas técnicos.

## Detalles
Después de ganarle una batalla legal a Epic Records, Scholz cambió de compañía discográfica y
firmó contrato con MCA. La primera canción de Third Stage, “Amanda”, fue escrita en 1980 (cuando Boston comenzaba a trabajar en el álbum) y llegó a convertirse en el único sencillo que alcanzó el 1.° lugar en las listas de popularidad. La canción alcanzó y permaneció en el 1.° lugar por dos semanas en el mes de noviembre de 1985. Fue seguido por el segundo sencillo del álbum “We're Ready”, el cual alcanzó el 9.° puesto en 1986. 

Third Stage llegó al no.1 del Billboard 200 donde permaneció cuatro semanas.  El álbum fue el primero en formato de disco compacto (CD) en ser disco de oro (500 000) por la Recording Industry Association of America (RIAA).  También fue disco de oro en el formato LP por lo que se cree que es el primer álbum certificado disco de oro en ambos formatos.
El álbum fue el primero en muchos aspectos: fue el primer LP de Boston en mostrar ejecuciones con batería electrónica, también fue el primero que cuenta con canciones que no fueron escritas solamente por Scholz y Delp, fue el primer álbum de la banda sin los miembros originales Barry Goudreau, Sib Hashian y Fran Sheehan y fue el primero (y único) LP de Boston sin el emblemático OVNI en la portada del mismo. El baterista original Jim Masdea (que tocó en la mayoría de los demos del primer álbum del grupo) toca la batería en la mayor parte de Third Stage. 
Este LP fue también el primero en que se utilizó el amplificador de guitarra inventado por Scholz llamado Rockman.

## Lista de canciones
Todas las canciones fueron escritas por Tom Scholz, excepto donde se indica lo contrario.

1. “Amanda” — 4:16
2. “We're Ready” — 3:53
3. “The Launch” — 3:00
4. “Cool the Engines” (Brad Delp, Fran Sheehan) — 4:23
5. “My Destination” — 2:13
6. “A New World” (Jim Masdea) — 0:36
7. “To Be a Man” — 3:33
8. “I Think I Like It” (John English) — 4:10
9. “Can'tcha Say (You Believe in Me)/Still in Love” (Delp, Gerry Green) — 5:18
10. “Hollyann” — 5:18

## Formación
- Brad Delp — voz líder y coros
- Tom Scholz — guitarras, bajo, batería, órgano, piano, efectos
- Jim Masdea — batería, percusión
- Gary Pihl — guitarra (en la canción “I Think I Like It”)